# Muizentoren

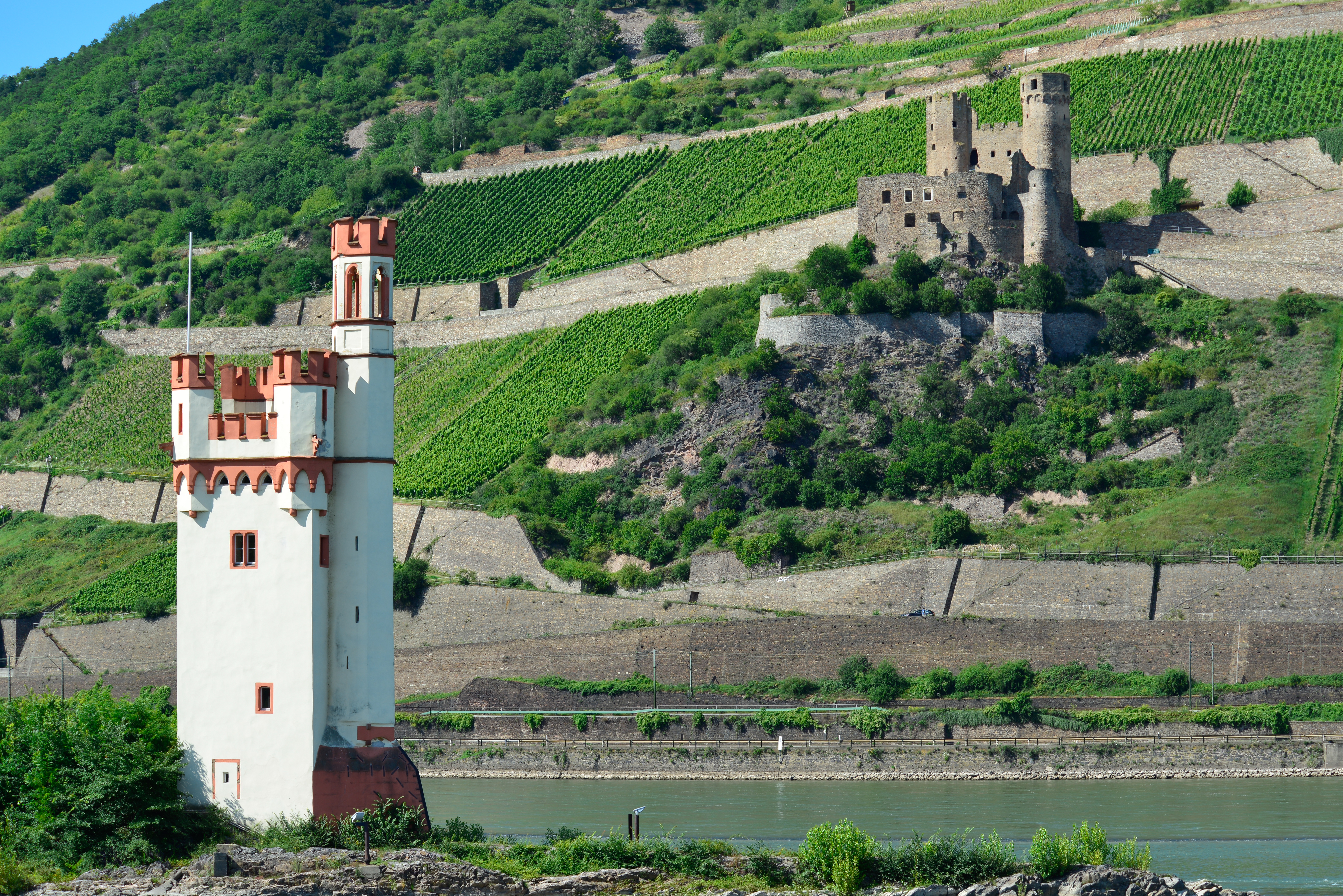
De Muizentoren met Burcht Ehrenfels in de achtergrond.

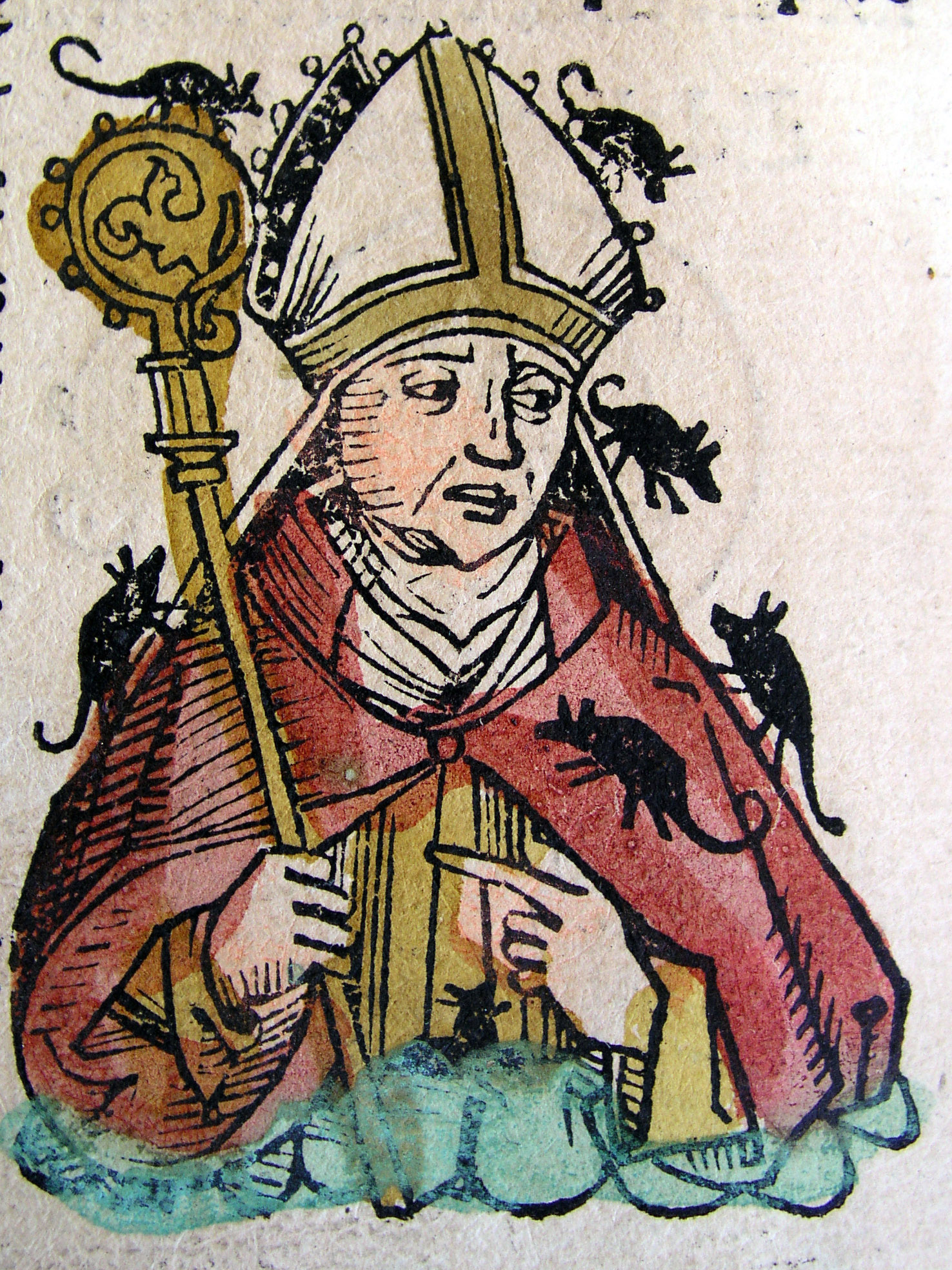
Hatto, aartsbisschop van Mainz. Uit de Kroniek van Neurenberg (1493). Hatto wordt afgebeeld terwijl hij levend wordt opgegeten door muizen, zoals beschreven in de legende van de Muizentoren.

De Muizentoren (Duits: Mäuseturm) is een stenen toren van ongeveer 25 meter hoog op een klein eiland in de Rijn, nabij Bingen am Rhein, Duitsland. 
De Romeinen waren de eersten die hier structuren bouwden. Later zou er meermaals een toren op deze locatie gebouwd worden. In 1298 was de toren een tolhuis. In 1689, tijdens de Negenjarige Oorlog werd het vernietigd door een Frans leger. In 1855 werd de toren herbouwd als een signaaltoren voor het scheepsverkeer. 

## Naamgeving
De naam "Muizentoren" is afkomstig uit een lokale legende. Hatto II, de aartsbisschop van Mainz, herbouwde de toren in 968. Hatto II zou een wreed heerser zijn die de horigen onderdrukte. Hij bemande de toren met boogschutters en gebruikte deze om tol af te dwingen van schepen. 
Tijdens een hongersnood in 974 had het volk geen voedsel. Hatto had grote voedselvoorraden en verkocht dezen voor veel geld. De armen konden dit echter niet betalen.
De bevolking was een opstand nabij toen Hatto de mensen eten beloofde. Hij lokte ze een lege stal in, met de belofte van voedsel, en stak die toen in brand. Hij zou hierbij geroepen hebben "Hoor de muizen piepen!". 
Toen Hatto zich vervolgens terugtrok op zijn kasteel werd hij aangevallen door een leger van muizen. Hij vluchtte naar zijn toren in de rivier, in de hoop dat de muizen de oversteek niet zouden halen. Veel muizen verdronken, echter een groot aantal kwam op het eiland, drong de toren binnen en vonden Hatto op de bovenste verdieping, waar hij levend werd opgegeten. 
Het verhaal van de "Muizentoren" bestaat in meerdere varianten en met meerdere heersers, waarvan het verhaal over Hatto de bekendste is. 